# Experience Gloria Gaynor
Experience Gloria Gaynor este al doilea album a lui Gloria Gaynor, lansat în 1975 de MGM Records..

## Lista pieselor

### Partea 1
1. "Casanova Brown" (Jimmy Roach) - 6.25
2. "(If You Want It) Do It Yourself" (James Bolden, Jack Robinson) - 5.56
3. "How High The Moon" (Morgan Lewis, Nancy Hamilton) - 6.33

### Partea 2
1. "The Prettiest Face I've Ever Seen" (Marie Cain)
2. "What'll I Do" (Burton Senior, Chris Essel)
3. "Tell Me How" (Lester Hodelin)
4. "I'm Still Yours" (Gloria Gaynor)
5. "Walk On By" (Burt Bacharach, Hal David